# Conus mcbridei
Espèce
Statut de conservation UICN

 DD  : Données insuffisantes
Conus mcbridei est une espèce de mollusques gastéropodes marins de la famille des Conidae.
Comme toutes les espèces du genre Conus, ces escargots sont prédateurs et venimeux. Ils sont capables de « piquer » les humains et doivent donc être manipulés avec précaution, voire pas du tout.

## Description
La taille de la coquille varie entre 8,5 mm et 11 mm.

## Distribution
Cette espèce marine est présente au large des Philippines, Maldives et Hawaï.

### Niveau de risque d’extinction de l’espèce
Selon l'analyse de l'UICN réalisée en 2011 pour la définition du niveau de risque d'extinction, c'est une espèce récemment décrite qui est distribuée à Maurice, en Indonésie, en Nouvelle-Calédonie et signalée aux Philippines, à Hawaï, dans l'archipel de Bismarck et en Polynésie française. Il y a très peu de spécimens bien qu'elle ait une large distribution. Il n'y a pas de menaces majeures connues. Nous l'avons inscrit dans la catégorie Données insuffisantes en raison de certains doutes sur sa répartition et son abondance.

## Taxonomie

### Publication originale
L'espèce Conus mcbridei a été décrite pour la première fois en 2005 par le malacologiste allemand Felix Lorenz (d),,.

### Synonymes
- Conus (Harmoniconus) mcbridei Lorenz, 2005 · appellation alternative
- Harmoniconus mcbridei (Lorenz, 2005) · non accepté